# Simó Salvador
Simó Salvador fou un religiós i diplomàtic català nascut a la Selva del Camp el 1369. Fou bisbe de Barcelona.
Va seguir la carrera eclesiàstica i fou doctor en dret per la Universitat de Bolonya. El 1365 va entrar al servei de Benet XIII a Avinyó. Entre els anys 1397 i 1408 fou ambaixador del Papa a Roma quatre vegades, mirant de concertar una entrevista amb el papa de Roma, sense èxit.
Durant el setge dels francesos a Avinyó (1398-1399) va romandre a la ciutat i després del 1403 va fugir a Castellrenard. Durant la residència a Perpinyà, sobretot en el concili del 1408, continuà les seves gestions pacificadores i en pro de la unió de les dos branques, fins al 1412, en què va anar a trobar a Benet XIII a Peníscola. Va intentar que Benet s'avingués a pactar per posar fi al cisma i després d'obtenir la promesa de protecció personal del rei Alfons IV, va deixar la causa del Papa Luna.
Tot seguit fou nomenat rector de Montblanc, canonge de Lleida i ardiaca de València, i va posar els seus coneixements diplomàtics al servei del rei, de qui fou ambaixador a Roma i a Sicília i Sardenya. Entre els seus èxits cal esmentar el 1429 l'abdicació de Gil Sanxis Munyós, que havia succeït Benet XIII amb el nom de Climent VIII. Fou nomenat bisbe de Barcelona el 1433, però continuà el seu paper de diplomàtic en les corts de Montsó (1335) i sobretot a les corts de Tortosa (1442), en què respongué al discurs de la reina Maria.
Encarregà a Bernat Martorell el retaule de la capella de la Transfiguració de la seu de Barcelona, i va morir a Roma el 1445. La seva despulla fou enterrada a l'esmentada capella de la Transfiguració.